# Syrau
Syrau è una frazione del comune tedesco di Rosenbach/Vogtl..